# Enric Turull i Comadran
Enric Turull i Comadran fou un empresari i polític català, fill de Pere Turull i Sallent i germà de Pau Turull i Comadran. Es casà amb Maria del Roser Sallarés i Pla. Es va casar amb Rosari Sallarès Plà, amb qui va tenir tres filles: Maria del Rosari, Maria Assumpció i Maria Dolors. Continuà la nissaga tèxtil llanera dels Turull que dominà la vida econòmica i política de la ciutat des de finals del segle xix a principis del XX, fins a la seva mort el 7 de març de 1923.
Quan es va començar a desenvolupar energia elèctrica, els industrials es van reunir a casa seva per desenvolupar aquesta. Finançà la construcció del Saló Imperial a la Rambla de Sabadell, a condició de no fer-hi “varietats” que atemptessin contra la moral conservadora.
Fou tresorer de la Caixa d'Estalvis de Sabadell de 1892 a 1923, fundada pel seu pare i diputat a Corts pel districte de Sabadell pel Partit Conservador a les eleccions generals espanyoles de 1914.